# Cañón antitanque M1942 (M-42) 45 mm
El M1942 (M-42) era un cañón antitanque ligero de disparo rápido soviético. Su designación oficial era Cañón antitanque modelo 1942 (M-42) 45 mm (45-мм противотанковая пушка образца 1942 года (М-42), en ruso). Estos cañones fueron empleados desde 1942 hasta el final de la Segunda Guerra Mundial.

## Historia

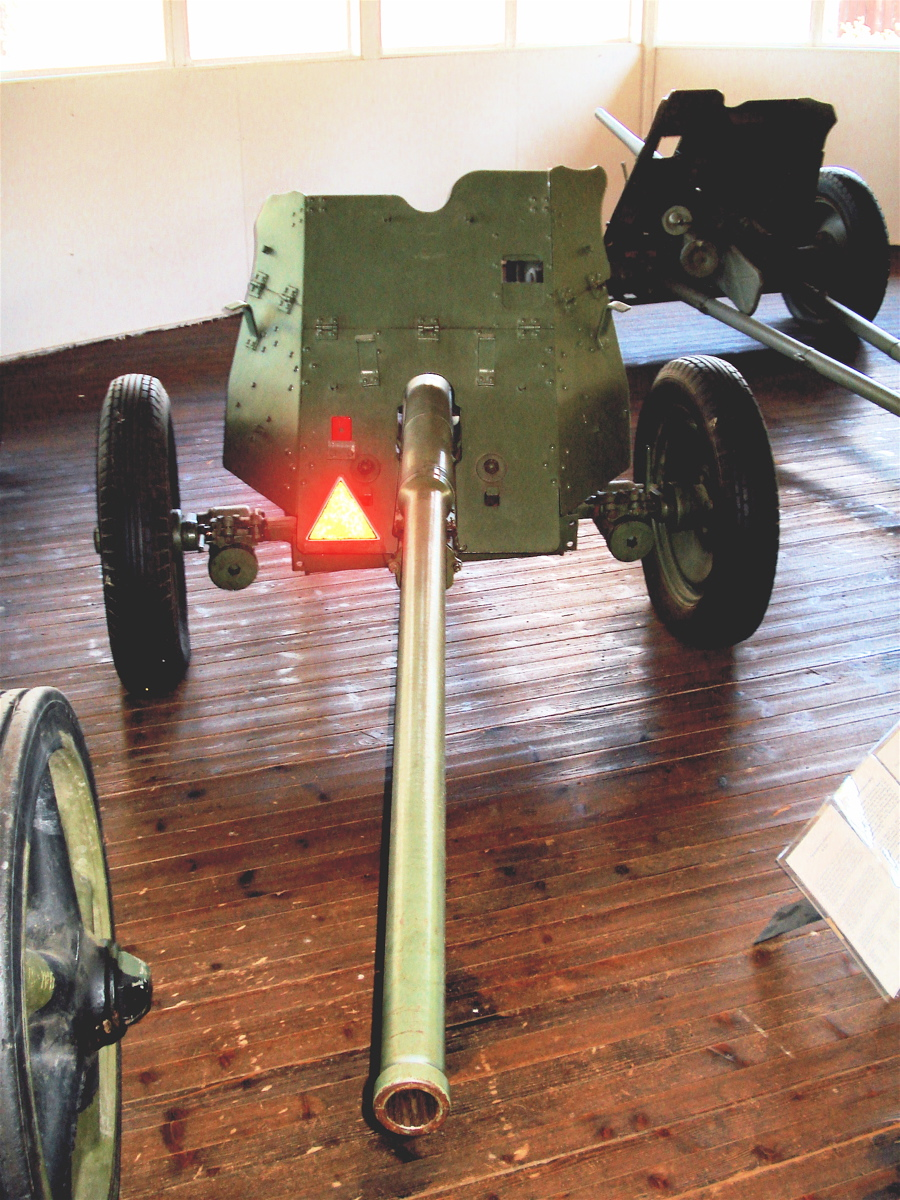
El M1942 (M-42) 45 mm del Museo de tanques de Parola.

El M1942 (M-42) 45 mm fue desarrollado por la Fábrica N.º 172 de Motovilikhinsky como una actualización del M1937 (53-K) 45 mm. Al nuevo cañón se le instaló una caña más larga (L/66, 20 calbres más que el anterior), disparaba obuses con mayor carga propulsora y tenía un escudo protector más grueso (7 mm, en lugar de 4,5 mm), pero abisagrado para reducir su perfil, lo cual hacía que sus sirvientes lo disparen arrodillados. También se introdujeron algunos cambios menores a fin de acelerar la producción.
Estos cañones fueron empleados desde 1942 hasta el final de la Segunda Guerra Mundial. En 1943, debido a su insuficiente capacidad antiblindaje ante los nuevos tanques alemanes como el Tiger I, Panther y Panzer IV Ausf. H, el M1942 (M-42) 45 mm fue parcialmente reemplazado en producción masiva por el más potente M1943 (ZiS-2) 57 mm. El M1942 (M-42) continuó siendo producido, ya que también era bastante efectivo contra los tanques ligeros y podía perforar el blindaje lateral del Panther y el Panzer IV Ausf. H. Los proyectiles de fragmentación y los botes de metralla le ofrecían al cañón cierta capacidad antipersona.
La producción en masa del M1942 (M-42) 45 mm cesó a mediados de 1945. Se produjo un total de 10.843 cañones.

## Munición
- Tipos de munición:
  - Antiblindaje (AP)
  - Fragmentación
  - Bote de metralla
  - Fumígena
- Peso del proyectil:
  - AP: 1,43 kg
  - APCR: 0,85 kg
  - Fragmentación: 2,14 kg
- Penetración de blindaje, proyectil AP a 0°:
  - a 500 m: 61 mm
  - a 1.000 m: 51 mm

## Desempeño
| Penetración |                  |                  |                    |                    |                    |
| Tipo        | 100 m (109,4 yd) | 500 m (546,8 yd) | 1000 m (1093,6 yd) | 1500 m (1640,4 yd) | 2000 m (2187,2 yd) |
| APBC-HE     | 71 mm (2,8 plg)  | 54 mm (2,1 plg)  | 40 mm (1,6 plg)    | 32 mm (1,3 plg)    | 28 mm (1,1 plg)    |
| APCR        | 108 mm (4,3 plg) | 74 mm (2,9 plg)  | 46 mm (1,8 plg)    | -                  | -                  |